# Budd Dwyer

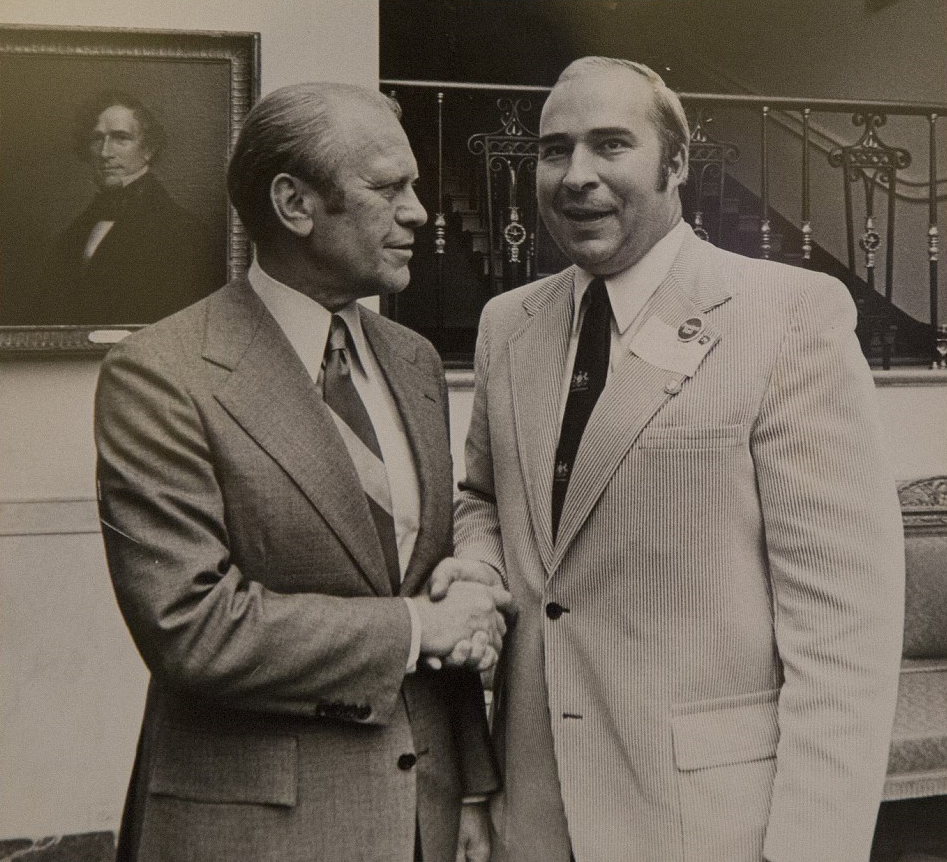
Budd Dwyer (rechts) zusammen mit Gerald Ford (etwa Januar 1977)

Robert Budd Dwyer (* 21. November 1939 in Saint Charles, Missouri; † 22. Januar 1987 in Harrisburg, Pennsylvania) war ein US-amerikanischer Politiker. Bekannt wurde er durch seinen Suizid vor laufenden Kameras in einer selbsteinberufenen Pressekonferenz.

## Leben
Dwyer besuchte das Allegheny College in Meadville, Pennsylvania. Von 1965 bis 1970 war er Abgeordneter im Repräsentantenhaus von Pennsylvania, von 1970 bis 1980 hatte der Republikaner einen Sitz im Senat des Bundesstaates inne.
Dwyer war als Leiter der Finanzbehörde Pennsylvanias (State Treasurer) tätig, als er wegen Schmiergeldannahme, Postbetrugs, Verschwörung und Meineides verurteilt wurde. Ihm drohten bis zu 55 Jahre Gefängnis.
Für den Morgen des 22. Januar 1987, einen Tag vor der Strafmaßverkündung, berief er eine Pressekonferenz ein. In deren Verlauf schoss er sich vor den laufenden Kameras der Fernsehstationen mit einem Revolver im Kaliber .357 Magnum in den Mund. Im Jahr 2010 bestätigte der ehemalige US-Staatsanwalt James West Dwyers Schuld und erklärte, dass die „Beweise gegen Dwyer unbestreitbar waren“. Alle Berufungen von Dwyers Anwälten wurden abgelehnt.

## Kulturelle Rezeption
2010 erschien der Dokumentarfilm Honest Man: The Life of R. Budd Dwyer des Regisseurs James Dirschberger, der sich mit dem Ereignis auseinandersetzt. Auf Grundlage dieses Films schrieb der Spiegel-Autor Marc Pitzke 2012 den bisher einzigen ausführlichen deutschsprachigen Artikel in einem relevanten Medium zum Fall Dwyer. Darin kommt Pitzke zum Schluss, dass es unwahrscheinlich ist, dass Dwyer das Bestechungsgeld jemals angenommen hat oder dass es ihm überhaupt angeboten wurde. Weiterhin behauptet Pitzke in dem Artikel, dass der Hauptbelastungszeuge William Smith von Staatsanwalt James West zu einer für Dwyer nachteiligen Falschaussage erpresst wurde. Pitzkes Darstellung, dass durch die Aussagen von Smith in Dirschbergers Dokumentarfilm die Unschuld Dwyers nachträglich enthüllt wird, ist jedoch erklärungsbedürftig, da Smith in diesem Film nochmal aussagt, dass er Dwyer Bestechungsgeld angeboten habe („I testified that I didn't offer him the money. But in fact I did.“).
Der öffentlichkeitswirksame Suizid Dwyers wurde mehrfach in Pop- und Rockkultur aufgegriffen. Die Band Kreator veröffentlichte mit Karmic Wheel 1992 auf dem Album Renewal ein Lied, welches vom Suizid Dwyers handelt. In dem Lied ist in einem Zwischenspiel gedämpft die Tonspur des Ereignisses zu hören, in einem Remix auf dem Album Scenarios of Violence auch ungedämpft. Auch die Band Filter veröffentlichte 1995 mit Hey Man, Nice Shot ein Lied über Dwyers Suizid. Die Aufnahme des Suizids wurde unter anderem auch in Michael Moores Dokumentation Bowling for Columbine (2002) gezeigt. 2014 stellten die $UICIDEBOY$ eine EP namens KILL YOURSELF Part III: The Budd Dwyer Saga auf SoundCloud zur Verfügung. Auf dem Albumcover sieht man Dwyer mit einem Revolver im Mund. Der Produzentenname Budd Dwyer (Künstlername des Mitgliedes Scott Arceneaux Jr.) ist ebenfalls auf allen EPs und Alben des Duos vertreten. Die Metal-Band Ellende verwendet im Lied Weltennacht originale Tonmitschnitte aus der Aufnahme. Im dazugehörigen Video, welches über den YouTube-Kanal Ellende Austria veröffentlicht wurde, sind zudem zensierte Teile der Originalaufnahme zu sehen. In Marilyn Mansons Debüt-Single Get Your Gunn sind Teile der Audiospur zu hören. Der im Rahmen der Angel Dust-Sessions entstandene Faith No More-Song The World Is Yours enthält ebenfalls Audio-Samples von Dwyers Suizid.
Der Suizid ist auch Bestandteil von diversen Shockumentary-Filmen wie Gesichter des Todes.